# Ministeri de Relacions Exteriors d'Angola
El Ministeri de Relacions Exteriors d'Angola (portuguès: Ministério das Relações Exteriores) és el ministeri del govern angolès que supervisa la política exterior d'Angola. El càrrec fou establert en 1975 amb José Eduardo dos Santos, més tard primer ministre. L'actual ministre Téte António ocupa el càrrec des del 9 d'abril de 2020.

## Ministres de relacions exteriors
- 1975–1976: José Eduardo dos Santos
- 1976–1984: Paulo Teixeira Jorge
- 1984–1985: José Eduardo dos Santos
- 1985–1989: Afonso Van-Dúnem M'Binda
- 1989–1992: Pedro de Castro van Dúnem
- 1992–1999: Venâncio da Silva Moura
- 1999–2008: João Bernardo de Miranda
- 2008–2010: Assunção dos Anjos
- 2010–present: Georges Rebelo Chicoti